# Marshal Johnson
Marshal Mfon Johnson (sinh 12 tháng 12 năm 1989 ở Uyo, Akwa Ibom) là một cầu thủ bóng đá Nigeria thi đấu cho Al-Fujairah SC.

## Sự nghiệp
Johnson bắt đầu sự nghiệp cùng với Akwa United F.C. và gia nhập ngày 26 tháng 5 năm 2009 đến câu lạc bộ Bỉ R. Union Saint-Gilloise ký bản hợp đồng 2 năm. Ngày 24 tháng 9 năm 2010 anh rời khỏi R. Union Saint-Gilloise và ký hợp đồng với KAS Eupen.